# Bùi Thị Quỳnh Vân
Bùi Thị Quỳnh Vân (sinh ngày 2 tháng 1 năm 1974) là một nữ chính khách người Việt Nam. Hiện nay, bà là Ủy viên Ban Chấp hành Trung ương Đảng Cộng sản Việt Nam khóa XIII, Bí thư Tỉnh ủy kiêm Chủ tịch Hội đồng nhân dân tỉnh Quảng Ngãi.

## Xuất thân và giáo dục
Bùi Thị Quỳnh Vân sinh ngày 2 tháng 1 năm 1974, tại phường Trần Phú, thành phố Quảng Ngãi, tỉnh Quảng Ngãi.
Ngoài ra, bà còn là Đảng viên Đảng Cộng sản Việt Nam.
Trình độ chuyên môn: Đại học chuyên ngành Ngữ văn, Thạc sĩ Lý luận Văn học.
Lí luận chính trị: Cao cấp.
Chuyên viên cao cấp về quản lý nhà nước. 

## Sự nghiệp
- Tháng 8/1995 - 9/1999, Cán bộ Ban Tổ chức Tỉnh đoàn Quảng Ngãi.
- Tháng 10/1999 - 8/2002, Phó Chánh Văn phòng Tỉnh đoàn Quảng Ngãi.
- Tháng 9/2002 - 2/2007, Trưởng ban Tư tưởng Văn hóa Tỉnh đoàn Quảng Ngãi.
- Tháng 10/2007 - 6/2010, Phó Bí thư Thường trực Tỉnh đoàn Quảng Ngãi.
- Tháng 7/2010 - 11/2011, Bí thư Tỉnh đoàn, Đại biểu Hội đồng Nhân dân Quảng Ngãi.
- Tháng 12/2011 - 8/2014, Bí thư Huyện ủy Tư Nghĩa, tỉnh Quảng Ngãi
- Tháng 9/2014 - 11/2015, Trưởng Ban Dân vận Tỉnh ủy Quảng Ngãi.
- Tháng 12/2015 - 6/2016, Trưởng Ban Dân vận Tỉnh ủy Quảng Ngãi, Bí thư Huyện ủy Lý Sơn, tỉnh Quảng Ngãi
- Tháng 1/2016, Ủy viên dự khuyết trong Ban Chấp hành Trung ương Đảng khóa XII.
- Ngày 30 tháng 6 năm 2016, các đại biểu HĐND tỉnh Quảng Ngãi đã bầu bà giữ chức vụ Chủ tịch HĐND tỉnh khóa XII, nhiệm kỳ 2016-2021.
- Ngày 18 tháng 4 năm 2019, tại Hội nghị lần thứ 15 Ban Chấp hành Đảng bộ Tỉnh Quảng Ngãi khóa 19, với tỷ lệ 43/43 phiếu tín nhiệm, bà được bầu giữ chức Phó Bí thư Tỉnh ủy Quảng Ngãi nhiệm kỳ 2015 - 2020, thay ông Nguyễn Thanh Quang nghỉ hưu theo chế độ.
- Ngày 15 tháng 5 năm 2019, thừa ủy quyền của Ban Bí thư Trung ương Đảng, Ủy viên Trung ương Đảng, Bí thư Tỉnh ủy Lê Viết Chữ đã trao Quyết định số 1197-QĐNS/TW ngày 06/5/2019 của Bộ Chính trị về chuẩn y bà Bùi Thị Quỳnh Vân - Ủy viên dự khuyết Trung ương Đảng, Ủy viên Ban Thường vụ Tỉnh ủy, Chủ tịch HĐND tỉnh giữ chức Phó Bí thư Thường trực Tỉnh ủy, nhiệm kỳ 2015 - 2020.
- Ngày 04 tháng 8 năm 2020, Tỉnh ủy Quảng Ngãi tổ chức Hội nghị về công tác cán bộ. Tại Hội nghị, các đại biểu bỏ phiếu để bầu chức danh Bí thư Tỉnh ủy. Theo đó, với 45/45 phiếu bầu (đạt tỷ lệ 100%), bà đã trúng cử chức danh Bí thư Tỉnh ủy Tỉnh Quảng Ngãi nhiệm kỳ 2015 - 2020.
- Ngày 30 tháng 8 năm 2020, Tỉnh ủy Quảng Ngãi tổ chức hội nghị triển khai quyết định của Bộ Chính trị và Ban Bí thư về công tác cán bộ. Tại Hội nghị, ông Hà Ban công bố Quyết định của Bộ Chính trị chuẩn y bà Bùi Thị Quỳnh Vân, Ủy viên dự khuyết T.Ư Đảng, Phó Bí thư Thường trực Tỉnh ủy, Chủ tịch HĐND tỉnh Quảng Ngãi giữ chức Bí thư Tỉnh ủy Quảng Ngãi nhiệm kỳ 2015-2020.
- Ngày 22 tháng 10 năm 2020, bà được bầu giữ chức Bí thư Tỉnh ủy Quảng Ngãi nhiệm kì 2020 - 2025.
- Ngày 30 tháng 1 năm 2021, bà được bầu làm Ủy viên chính thức trong Ban Chấp hành Trung ương Đảng khóa XIII.